# Kąty (Nowy Targ)
Pour les articles homonymes, voir Kąty.
Kąty est une localité polonaise de la gmina de Krościenko nad Dunajcem, située dans le powiat de Nowy Targ en voïvodie de Petite-Pologne.